# Сулоцин-Теодори
Сулоцин-Теодори (пол. Sułocin-Teodory) — село в Польщі, у гміні Серпць Серпецького повіту Мазовецького воєводства.
Населення — 41 особа (2011).
У 1975-1998 роках село належало до Плоцького воєводства.

## Демографія
Демографічна структура станом на 31 березня 2011 року:
|          | Загалом | Допрацездатний вік | Працездатний вік | Постпрацездатний вік |
| -------- | ------- | ------------------ | ---------------- | -------------------- |
| Чоловіки | 19      | 2                  | 15               | 2                    |
| Жінки    | 22      | 3                  | 9                | 10                   |
| Разом    | 41      | 5                  | 24               | 12                   |